# 建帛社
株式会社建帛社（けんぱくしゃ）は、日本の出版社。食品や福祉などの専門書を中心に出版する。日本書籍出版協会・自然科学書協会に加盟している。

## 主な出版物
- 専門書 - 食品学、栄養学、医療福祉関係の書籍
- 教科書 - 保育士、管理栄養士、介護福祉士養成課程教科書
- ソフトウェア - Excelアドイン栄養プラス（Excelで栄養計算を行えるアドインソフト），食物摂取頻度調査票FFQ NEXT（「栄養プラス」アドインソフト）